# Clavoserixia
Clavoserixia is een kevergeslacht uit de familie van de boktorren (Cerambycidae). De wetenschappelijke naam van het geslacht werd voor het eerst geldig gepubliceerd in 1954 door Breuning.

## Soorten
Clavoserixia is monotypisch en omvat slechts de volgende soort:
- Clavoserixia bifasciata (Aurivillius, 1913)